# Ana Jagelović
Ana Jagelović (Budim, 23. srpnja 1503. – Prag, 27. siječnja 1547.), hrvatsko-ugarska i češka kraljica, kćer hrvatsko-ugarskog i češkog kralja Vladislava II. (1490. – 1516.) i njegove treće supruge Ane Foix-Candale.
Na osnovi ugovora između njezina oca i njemačkog cara Maksimilijana I. Habsburškog, sklopljenog 1506. godine, postala je suprugom Maksimilijanova unuka Ferdinanda, na kojega je prešla kraljevska kruna, nakon smrti njena brata Ludovika u bici na Mohačkom polju 1526. godine.
Udala se za austrijskog nadvojvodu Ferdinanda 25. svibnja 1521. godine u gradu Linzu u Austriji i s njim imala dvanaestoro djece:
- Elizabeta, kraljica Poljske
- Maksimilijan II., car Svetog Rimskog Carstva
- Ana, bavarska princeza
- Ferdinand II., nadvojvoda Gornje Austrije
- Marija, kneginja Jülich-Cleves-Berga
- nadvojvotkinja Magdalena
- Katarina, kraljica Poljske
- Eleanora, kneginja Mantue
- nadvojvotkinja Margareta
- Barbara, kneginja Ferrare
- Karlo II., nadvojvoda Unutarnje Austrije
- Ivana, velika vojvotkinja Toskane